# Paky
Paky, pseudonimo di Vincenzo Mattera (Napoli, 28 novembre 1999), è un rapper italiano.

## Biografia

### Esordi
Cresciuto fra Secondigliano e Fuorigrotta, all'età di 10 anni Paky si è trasferito a Rozzano, comune in provincia di Milano. Ha scoperto il rapping per caso da piccolo quando ha assistito alle riprese di un video musicale dei Co'Sang, e se ne è appassionato quando, durante le scuole superiori, ha iniziato ad ascoltare hip hop italiano e internazionale.
Il rapper ha fatto il suo esordio nel febbraio 2019 con il singolo Tutti i miei fra, con lo pseudonimo di Pakartas, termine che in lingua lituana significa «impiccato» e che abbrevierà successivamente in Paky per la pubblicazione del suo primo singolo, Rozzi. Il brano ha acquisito notorietà fino a venire certificato disco di platino dalla FIMI, portando l'artista all'attenzione della Island Records. Nel novembre 2019 ha fatto il suo primo ingresso nella classifica Top Singoli con Tuta Black, una collaborazione con Shiva, che ha esordito al 53º posto.

### 2020-2023:Salvatoree successo commerciale
Nel 2020 e 2021 si è fatto conoscere nella scena hip hop italiana attraverso varie collaborazioni con artisti di punta, fra cui il remix di Sport - I muscoli di Marracash, Tik Tok RMX di Sfera Ebbasta e Ti levo le collane di Gué Pequeno. I suoi singoli Tuta Black, Non scherzare, Boss, In piazza e Fendi Belt pubblicati in questi due anni sono stati tutti certificati disco d'oro.
Nel gennaio 2022 è uscito Blauer, singolo apripista per l'album in studio di debutto di Paky, Salvatore, trainato dai singoli Mama I'm a Criminal e Storie tristi e dai brani Vita sbagliata, Auto tedesca e Comandamento. Il progetto presenta le collaborazioni di alcuni artisti affermati della scena italiana: Marracash, Guè, Mahmood, Luchè e Geolier. Il disco, uscito nel marzo successivo, ha esordito in vetta alla Classifica FIMI Album e in meno di tre mesi ha ottenuto un disco di platino. Per promuovere l'opera il rapper ha organizzato la sua prima tournée come solista, il Salvatore Live Tour, attraverso i principali centri della penisola. Ad ottobre 2022 è uscito Salvatore vive, versione deluxe del disco di debutto del rapper anticipata dall'uscita delle tracce Sharm El Sheikh e della title track. Nel disco sono inoltre presenti i brani Belen, Onore e rispetto e La bellavita, quest'ultimo prodotto in collaborazione con l'artista francese Jul. Dopo alcune collaborazioni, come quella con Shiva nel brano Bibidi bobidi bu, contenuto nell'album del collega Santana Season, Paky ha pubblicato il singolo Levante in collaborazione con Simba La Rue nel settembre 2023.

### 2024-presente: due nuovi singoli
Il 10 settembre 2024 viene ufficializzato il trasferimento dell'artista a Warner Music Italy, precedendo di tre giorni l'uscita del nuovo singolo, ovvero Street Life, co-scritto e prodotto da Night Skinny.
Nel gennaio 2025 viene pubblicato il nuovo singolo Gangsta Shit, con la collaborazione di Simba la Rue.

## Discografia

### Album in studio
- 2022 – Salvatore

### Singoli

#### Come artista principale
- 2019 – Tutti i miei fra
- 2019 – Paky freestyle
- 2019 – Rozzi
- 2019 – Tuta Black (feat. Shiva)
- 2019 – Non scherzare
- 2020 – Boss
- 2020 – In piazza (feat. Shiva)
- 2022 – Blauer
- 2022 – Mama I'm a Criminal
- 2022 – Storie tristi (con Night Skinny)
- 2022 – Sharm El Sheikh
- 2022 – La bellavita (feat. Jul)
- 2023 – Tirana (feat. Finem)
- 2023 – Paky Freestyle 2
- 2024 – Street Life
- 2025 – Gangsta Shit (feat. Simba La Rue)

#### Come artista ospite
- 2021 – Fendi Belt (Shiva feat. Paky)
- 2022 – L'amore e la violenza (Jake La Furia feat. Paky & 8blevrai)
- 2022 – Che stai dicenn (Luchè feat. Paky)
- 2023 – Levante (Simba La Rue feat. Paky)
- 2024 – All Eyes on Me (Bobo feat. Baby Gang, Guè e Paky)

### Collaborazioni
- 2020 – Alpha (Hatik feat. Paky)
- 2020 – Sport + muscoli (RMX) (Marracash feat. Lazza, Luchè, Paky e Taxi B)
- 2020 – Rari (Tedua feat. Shiva e Paky)
- 2020 – Ti levo le collane (Gué Pequeno feat. Paky)
- 2021 – Tik Tok RMX (Sfera Ebbasta feat. Marracash, Gué Pequeno, Paky e Geolier)
- 2021 – Djungle (TY1 feat. Marracash, Taxi B e Paky)
- 2021 – Non parlarmi (Side Baby feat. Paky)
- 2021 – Bandito (Don Joe feat. Emis Killa e Paky)
- 2021 – Extendo (Lele Blade feat. Paky)
- 2022 – Cosa nostra (Mikush feat. Paky)
- 2022 – Copacabana (Rhove feat. Paky)
- 2022 – Giorni contati (Night Skinny feat. Paky, Noyz Narcos, Geolier e Shiva)
- 2022 – Prodotto (Night Skinny feat. Ernia, Paky, Jake La Furia e Lazza)
- 2022 – BTX Posse (Night Skinny feat. Fabri Fibra, Ernia, Lazza, Tony Effe, Coez, Geolier, Guè, Paky, MamboLosco e L'immortale)
- 2022 – Nella casa di Dio (Sick Luke feat. Tony Effe, Paky, J Lord)
- 2022 – Aqua dans la Mercedes (Jul feat. Paky)
- 2023 – Non ci torni più (Geolier feat. Paky)
- 2023 – Tuta maphia (Guè feat. Paky)
- 2023 – Bibidi bobidi bu (Shiva feat. Paky)
- 2023 – Classe G (VillaBanks feat. Paky)
- 2023 – Complicato (Sfera Ebbasta feat. Paky)
- 2024 – No ex (Niky Savage feat. Paky)
- 2024 – Gangster (Baby Gang feat. Paky)
- 2024 – Rozzano Jersey (Mikush feat. Paky)
- 2024 – Let's Go (Shiva feat. NLE Choppa e Paky)
- 2024 – Divido cose (Night Skinny feat. Kid Yugi e Paky)
- 2024 – CNTNRS (Night Skinny feat. Jake La Furia, Emis Killa, Kid Yugi, Tony Boy, Rasty Kilo, Guè, Paky, Nerissima Serpe e Papa V)
- 2024 – Perdono (Simba La Rue, FT Kings fet. Paky)
- 2024 – Digos (Shiva feat. Paky)